# Dehlingen (Neresheim)
Dehlingen (schwäbisch: „Dealig“) ist ein Dorf in der Stadt Neresheim, das zum Ortsteil Ohmenheim gehört.

## Lage und Geographie
Der Ort liegt etwa 3,3 Kilometer nördlich von Ohmenheim und sechs Kilometer nördlich von Neresheim. Direkt neben dem Ort liegt in Nord-Süd-Richtung die Landstraße L1070, die Kreisstraße K3296 kommt von Weilermerkingen im Westen und verlässt den Ort nach Norden Richtung Härtsfeldhausen.
Der Ort liegt auf dem Härtsfeld, einer Hochfläche der Schwäbischen Alb. Der sogenannte Gassenbach führt direkt am Ort vorbei, jedoch liegt er aufgrund der Verkarstung des Härtsfeldes meistens trocken. Auch andere Trockentäler treffen das von Unterriffingen kommende Tal des Gassenbachs (Gassental) im Bereich von Dehlingen und bilden so eine tiefer gelegene Fläche mit fruchtbarerem Boden, was vermutlich ausschlaggebend für die Ansiedlung in diesem Bereich war.

## Geschichte
Direkt am Westende des Dorfes führte einst die Römerstraße entlang, die die Römischen Kastelle in Oberdorf (Opie) und Faimingen (Phoebiana) verband.
Der eigentliche Ort lässt aufgrund der Endung -ingen darauf schließen, dass der Ort von Alamannen gegründet wurde.
Erwähnt wurde der Ort das erste Mal im Jahr 1144 als Dalingen, als ein Hof im Ort von den Schenken von Schenkenstein an das Kloster Neresheim ging. Auch später gehörten Teile des Ortes den Schenkensteinern. Begütert waren auch die Grafen von Oettingen und die Herren von Rechberg, jeweils belehnt vom Kloster Ellwangen.
Im Jahre 1764 kam der Ort komplett von der Abtei Neresheim an die Grafschaft Oettingen. Im Zuge des Zerfalls des Alten Reiches kam Dehlingen 1806 an das Königreich Bayern und 1810 an das Königreich Württemberg. Dehlingen wurde hier zu einer eigenständigen Gemeinde erhoben, wurde jedoch bereits 1825 zu Ohmenheim eingemeindet. Mit Ohmenheim kam der Ort 1975 zu Neresheim.

## Kulturdenkmäler

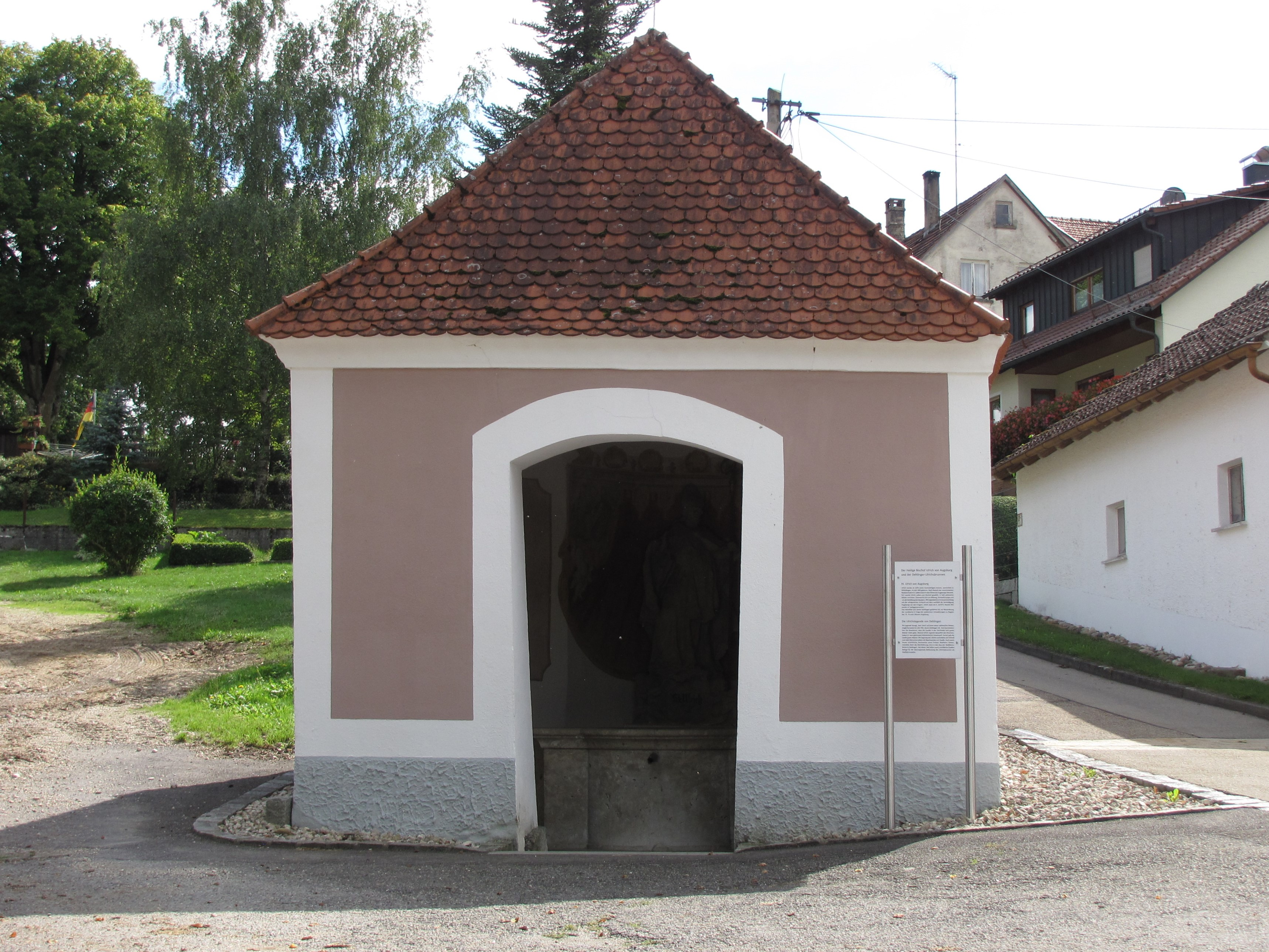
Ulrichskapelle

- Katholische Kirche St. Ulrich mit Friedhofsmauer
- Ulrichskapelle mit Ulrichsbrunnen